# Erik Poulet-Reney
Erik Poulet-Reney est auteur de littérature jeunesse, poète et chroniqueur littéraire à la radio depuis 2000. Il défend l’actualité littéraire dans « Couleur Papier ». Il s’adonne par ailleurs à la photographie dans une quête d’images surréalistes ou spectrophotographiques.
La plupart de ses romans sont destinés aux jeunes adultes, sur des thématiques sociétales, dont, entre autres, le harcèlement scolaire, avec « J’aimais pas la récré ! » Editions Oskar, postfacé par le journaliste-animateur de télévision, Christophe Beaugrand. Un teaser autour du livre fut tourné par l’actrice Anne Jacquemin,,,.
Il alterne l’écriture de ses romans avec celle de recueils de poésie, à travers lesquels il aime traiter entre autres, les thèmes de la danse, du Maroc ou des états de solitude.

## Biographie
Natif de l’Yonne, Erik Poulet-Reney a publié son premier roman en 1999 aux Editions Thierry Magnier,. avant de poursuivre sa carrière aux Editions Syros, École des Loisirs, Seuil Jeunesse, Nathan Jeunesse, Magnard Jeunesse, Le Muscadier, etc.
Dès 1984, il se lie d’amitié avec la romancière-poète Andrée Chedid qui deviendra sa marraine d’écriture et restera proche jusqu’à la fin de sa vie.
Passionné de danse contemporaine, il a consacré un recueil de textes courts, « La Femme de craie », Editions Rhubarbe, à la danseuse-chorégraphe Carolyn Carlson, laquelle, rédigera la préface et illustrera l’ensemble de ses encres originales.
Il fut invité à plusieurs reprises en résidence d’écriture par les Instituts Français de Tanger et de Fès au Maroc. Inscrit à la Charte des Auteurs et Illustrateurs, il rencontre régulièrement les jeunes lecteurs en établissements scolaires.  

## Œuvres

### Théâtre
- 1991 : Nijinsky, l’ange de papier (texte illustré par Jean Marais, préface de Sylvie Germain), 1991, Théâtre, Bec Fin Paris, mise en scène Sylvie Pothier)
- Juillet 2021 et août 2022 : Andrée Chedid, du bleu sous l’écorce. Théâtre de l’Atelier Bleu – Mise en scène de et avec Sylvie Pothier et Catherine May-Atlani au piano.
- Novembre 2023 : Tamara ou les neiges fertiles (Tamara Lempicka) – Lecture –Théâtre municipal d’Auxerre par Brigitte Sapin.

### Photo
- 2001: Marguerite Duras sur son balcon aux Roches Noires à Trouville. Couverture Folio Gallimard n° 3503 – « Yann Andréa Steiner »[10].Porte-folio M. Duras, vérité et légendes – A. Vircondelet, Edit Chêne. Porte-folio biographie Marguerite Duras par Laure Adler, Ed. Gallimard. Traduct. In Editions The University of Chicago Press. And Editions Anagrama, Edit. Suhrkamp. Ed. Textuel 2006. Ed. Fayard 2010. Duras, Laure Adler, Ed. Flammarion 2013

### Littérature Générale et poésie
- 1991: Tamara ou les neiges fertiles, Edit. Froissart, 1991 – textes en prose. Exergue de J-M Laclavetine. Prix Froissart.
- 1996 :Visiteur, Édit. La Renarde Rouge, 1996  - textes courts.
- 1999 :
  - Le Mouchoir, Édit. La Renarde Rouge, 1999 – roman. Préfacé par Marie Rouanet
  - Jusqu’au Tibet, Édit. Thierry Magnier 1999 - roman.
- 2001 :
  - Le Bric-à-Mots, Édit. La Renarde Rouge, 2001 – album illustré, F. Schmidt.
  - Comme un Gitan, Édit. Thierry Magnier, 2001 – roman.
- 2002 : Le Gang des Râteliers, Édit. L’École des Loisirs, 2002 – roman
- 2003 : L’Été d’Anouk, Édit. Syros, 2003 – roman
- 2005 :
  - Les Roses de Cendre, Édit. Syros, 2005 – roman
  - Égoïste, Édit. Nathan, 2005 – roman illustré (Eric Gasté)
- 2006 : Ned a des tics, Édit. Magnard Jeunesse, 2006 - roman illustré (M. Le Huche)
- 2008 :
  - Entre les griffes de Sacha, Édit. Nykta, 2008 - roman
  - Le visage retrouvé, Édit. Seuil, 2008 - roman.
  - Adieu caravanes, Édit. Encre Bleue, septembre 2008 - roman
- 2013 : L’Arabesque, Édit. Oskar, 2013 – roman, préface de Robin Renucci
- 2015 : La Femme de craie, Édit. Rhubarbe, 2015 -  poèmes (préface et calligraphies de Carolyn Carlson).
- 2016 : Cœur d’Ortie, Édit. Passage(s) roman - 2016
- 2018 : Transparente, Édit. Oskar, roman -  2018
- 2019 : Fleurs de Peau, Édit. Rhubarbe, poèmes - 2019
- 2022 : J’aimais pas la récré ! Editions Oskar (postface de Christophe Beaugrand)
- 2023 : Père à terre, roman, Editions du Muscadier- 2023
- 2025 : Quand la solitude s’habille du présent, (poèmes, préface de Véronique Jannot et dessins de Véronique Giarrusso) Editions Le Mont Ailé
- À paraître en 2026 :
  - Pauses en terre d’éveil, (poèmes, illustrations de Carolyn Carlson) Editions l’Atelier du Noyer.
  - Inédits:
    - Andrée Chedid, du bleu sous l’écorce (proses poétiques/hommage à Andrée Chedid)
    - Danser avec le flamant Rose ( roman.)

### Article
- 2021: Holy Spirit University of Kaslik | Journal of Literature and Translation N° 21 (usek.edu.lb)

« La mémoire des voix intérieures » P. 219/227. Revue des Lettres et de Traduction n°21, thématique de La Question des territoires de la voix, dirigée par Carmen Boustani ,biographe d’Andrée Chedid et de May Ziadé, Presses de l’Université Saint-Esprit de Kaslik, (USEK) Liban.